# Roj Dž. Planket
Roj Dž. Planket (26. jun 1910 – 12. maj 1994) bio je američki hemičar. On je otkrio politetrafluoroetilen (PTFE), i.e. Teflon 1938. godine. 

## Rane godine i obrazovanje
Planket je rođen u Nju Karlajlu u Ohaju i pohađao je srednju školu Njutn u Plezent Hilu u Ohaju.
On je diplomirao je na Univerzitetu Mančester u Indijani s diplomom iz hemije 1932. godine, a doktorirao je u polju hemije 1936. godine na Državnom univerzitetu Ohajo sa radom na temu Mehanizam oksidacije ugljenih hidrata.

## Career
Godine 1936, on je bio zaposlen je kao istraživački hemičar u firmi E.I. du Pont de Nemours end Kompani u Džeksonovoj laboratoriji u Dipvoteru, Nju Džerzi.
Otkrivanje teflona najbolje je opisano Planketovim sopstvenim rečima:
Ujutro 6. aprila 1938. godine Džek Rebok, moj asistent, odabrao je jedan od TFE cilindara koji smo koristili prethodnog dana i podesio je uređaj da bude spreman za rad. Kada je otvorio ventil - pustio da TFE gas da teče pod sopstvenim pritiskom iz cilindra - ništa se nije dogodilo ... Bili smo u dilemi. Nisam mogao misliti o bilo čemu drugom u tim okolnostima, tako da smo odvrnili ventil sa cilindra. Do tog vremena bilo je sasvim jasno da nije ostalo nimalo gasa. Pažljivo sam nagnuo cilindar naopačke i izleteo je belkast prah na laboratorijski sto. Grebali smo unaokolo žicom unutar cilindra ... da dobijemo još malo praha. Ono što sam dobio na taj način se sigurno nije zbrojilo, te sam znao da unutra mora biti više. Konačno ... odlučili smo da otvorimo cilindar. Kad smo to učinili, pronašli smo još praha na dnu i donjim stranama cilindra.
Planket dalje kaže da su cilindri TFE-a koje su koristili sadržali oko 1 kg (2,2 funte), što su bili relativno mali cilindri, veličine boca za predavanja, a ne veliki cilindari.
Tetrafluoroetilen u kontejneru je polimerizovan u politetrafluoroetilen, voskastu čvrstu supstancu sa neverovatnim svojstvima kao što su otpornost na koroziju, nisko trenje na površini i visoka toplotna otpornost. Planket je izneo ovu priču o ovom slučajnom otkriću na prolećnom nacionalnom sastanku Američkog hemijskog društva u sekciji „Istorija hemije“, aprila 1986. u Njujorku, što je objavljeno u zborniku simpozijuma.
On je bio je glavni hemičar koji se bavio proizvodnjom tetraetil olova, aditiva na benzin, u kompaniji DuPont's Čembers Vorks od 1939. do 1952. godine. Nakon toga, pre nego što se povukao 1975. godine, upravljao je proizvodnjom freona u Dupontu.

## Nagrade
Planket je primio medalju Džona Sjota od grada Filadelfije 1951, za pronalazak koji promoviše „udobnost, blagostanje i sreću čovečanstva”. Prisutni su dobili na poklon limenke za kolače obložene teflonom. Usledile su i druge nagrade i priznanja. Planket je primljen u Dvoranu slavnih plastike 1973. i Nacionalnu dvoranu slavnih izumitelja 1985.
Planket je umro od raka 12. maja 1994. u svom domu u Teksasu u svojoj 83. godini.

## Literatura
- George B. Kauffman. "Plunkett, Roy Joseph" in American National Biography (1999) [www.anb.org/viewbydoi/10.1093/anb/9780198606697.article.1302553  online]
- Raymond B. Seymour and Charles H. Fisher. "Roy J. Plunkett," in Profiles of Eminent American Chemists, ed. Sylvia Tascher (1988), pp. 381–84.
- US 2230654, Plunkett, Roy J, "Tetrafluoroethylene polymers", issued 4 February 1941
- „History Timeline 1930: The Fluorocarbon Boom”. DuPont. Архивирано из оригинала 03. 07. 2011. г. Приступљено 10. 6. 2009.
- „Roy Plunkett: 1938”. Архивирано из оригинала 17. 2. 2012. г. Приступљено 10. 6. 2009.
- Rhodes, Richard (1986). The Making of the Atomic Bomb. New York: Simon and Schuster. стр. 494. ISBN 0-671-65719-4. Приступљено 31. 10. 2010.
- Sun, J.Z.;  . (1994). „Modification of polytetrafluoroethylene by radiation—1. Improvement in high temperature properties and radiation stability”. Radiat. Phys. Chem. 44 (6): 655—679. Bibcode:1994RaPC...44..655S. doi:10.1016/0969-806X(94)90226-7.
- Puts, Gerard J.; Crouse, Philip; Ameduri, Bruno M. (28. 1. 2019). „Polytetrafluoroethylene: Synthesis and Characterization of the Original Extreme Polymer”. Chemical Reviews. 119 (3): 1763—1805. PMID 30689365. S2CID 59338589. doi:10.1021/acs.chemrev.8b00458.
- „Manufacturing Polytetrafluoroethylene”. Introduction to Fluoropolymers. William Andrew. 2013. стр. 91—124. ISBN 9781455774425. doi:10.1016/B978-1-4557-7442-5.00007-3.
- Pierozan, Paula; Cattani, Daiane; Karlsson, Oskar (фебруар 2022). „Tumorigenic activity of alternative per- and polyfluoroalkyl substances (PFAS): Mechanistic in vitro studies”. Science of the Total Environment. 808: 151945. Bibcode:2022ScTEn.808o1945P. PMID 34843762. S2CID 244730906. doi:10.1016/j.scitotenv.2021.151945. Приступљено 9. 5. 2023.
- Bohning, James J. (27. 5. 1986). Roy J. Plunkett, Transcripts of Interviews Conducted by James J. Bohning in New York City and Philadelphia on 14 April and 27 May 1986 (PDF). Philadelphia, PA: Beckman Center for the History of Chemistry.

## Spoljašnje veze
- Center for Oral History. „Roy J. Plunkett”. Science History Institute. Приступљено 21. 2. 2018.